# Zuccheriera, pere e tazza blu
Zuccheriera, pere e tazza blu, nota anche come Natura morta: zuccheriera, pere e tazza blu (in francese Nature morte: sucrier, poires et tasse bleue) è un dipinto a olio su tela di 30x41 centimetri, realizzato tra il 1865 e il 1866 dal pittore francese Paul Cézanne.
È conservato nel Musée d'Orsay di Parigi.
La natura morta si compone di una zuccheriera, tre pere ed una tazza di colore blu, dipinte con un colore denso e spesso steso a pennellate vigorose. Il quadro, facente parte della collezione Zola, fu destinato al Museo d'Orsay nel 1982, ma fu esposto solo a partire dal 2004: negli anni precedenti, infatti, la tela fu prestata al Museo Granet di Aix-en-Provence ed al Louvre di Parigi.